# Власов, Анатолий Андриянович
Анатолий Андриянович Власов (20.10.1924 — 22.07.2002) — советский металлург и партийный деятель, лауреат Ленинской премии.

## Биография
Родился на станции Нязепетровская Нязепетровского района Челябинской области.
Участник Великой Отечественной войны.
Окончил Уральский политехнический институт в Свердловске (1951), работал на Челябинском металлургическом заводе.
С 1954 член КПСС. В 1958—1962 зам. заведующего и заведующий отделом тяжелой промышленности Челябинского обкома КПСС.
С 1962 года работал в аппарате ЦК КПСС (в 1982 — инструктор отдела тяжелой промышленности).
Ленинская премия 1966 года — за участие в разработке и внедрении технологии производства высококачественной стали с обработкой в ковше.
Награждён орденом Отечественной войны II степени (1985).

## Галерея

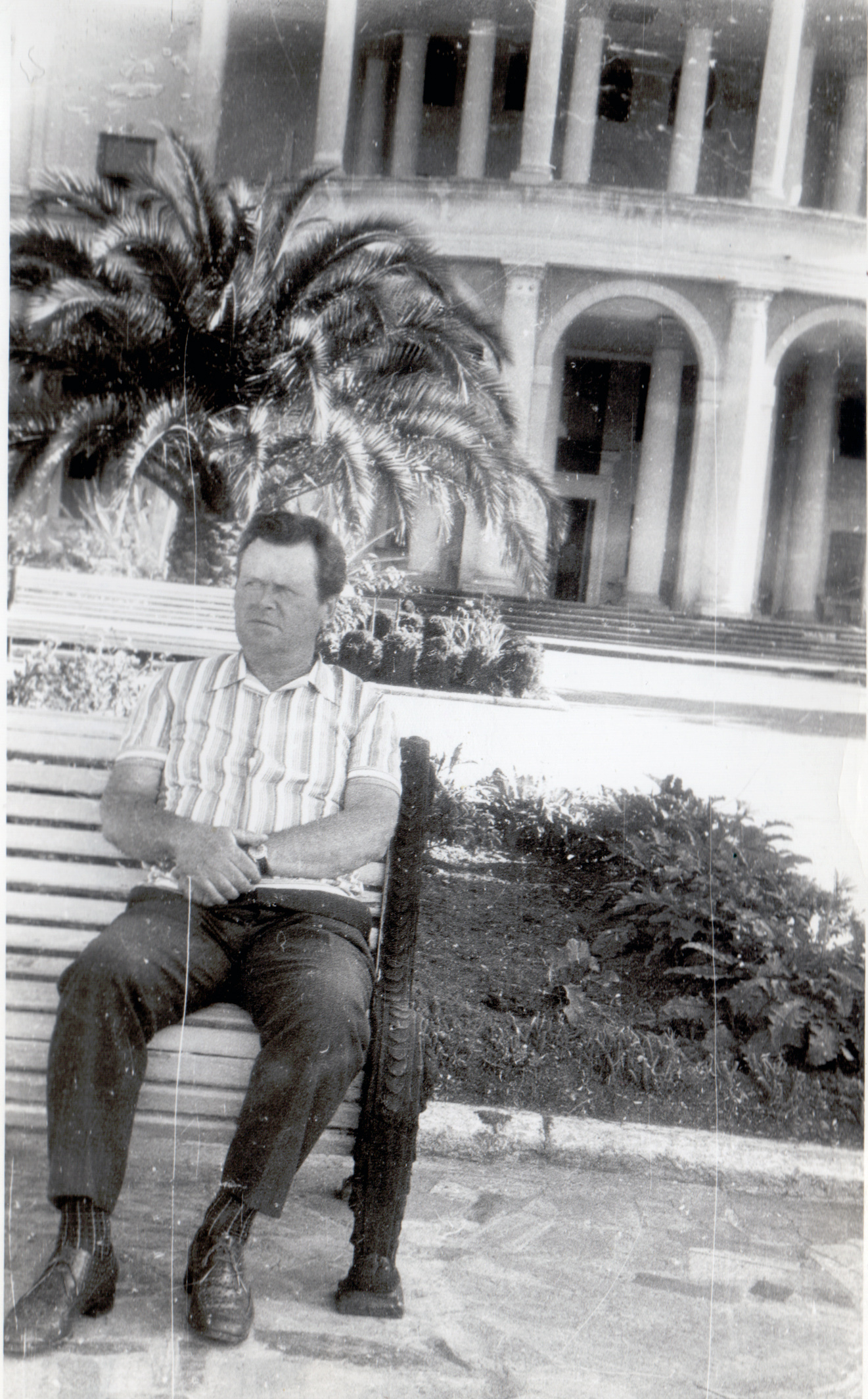
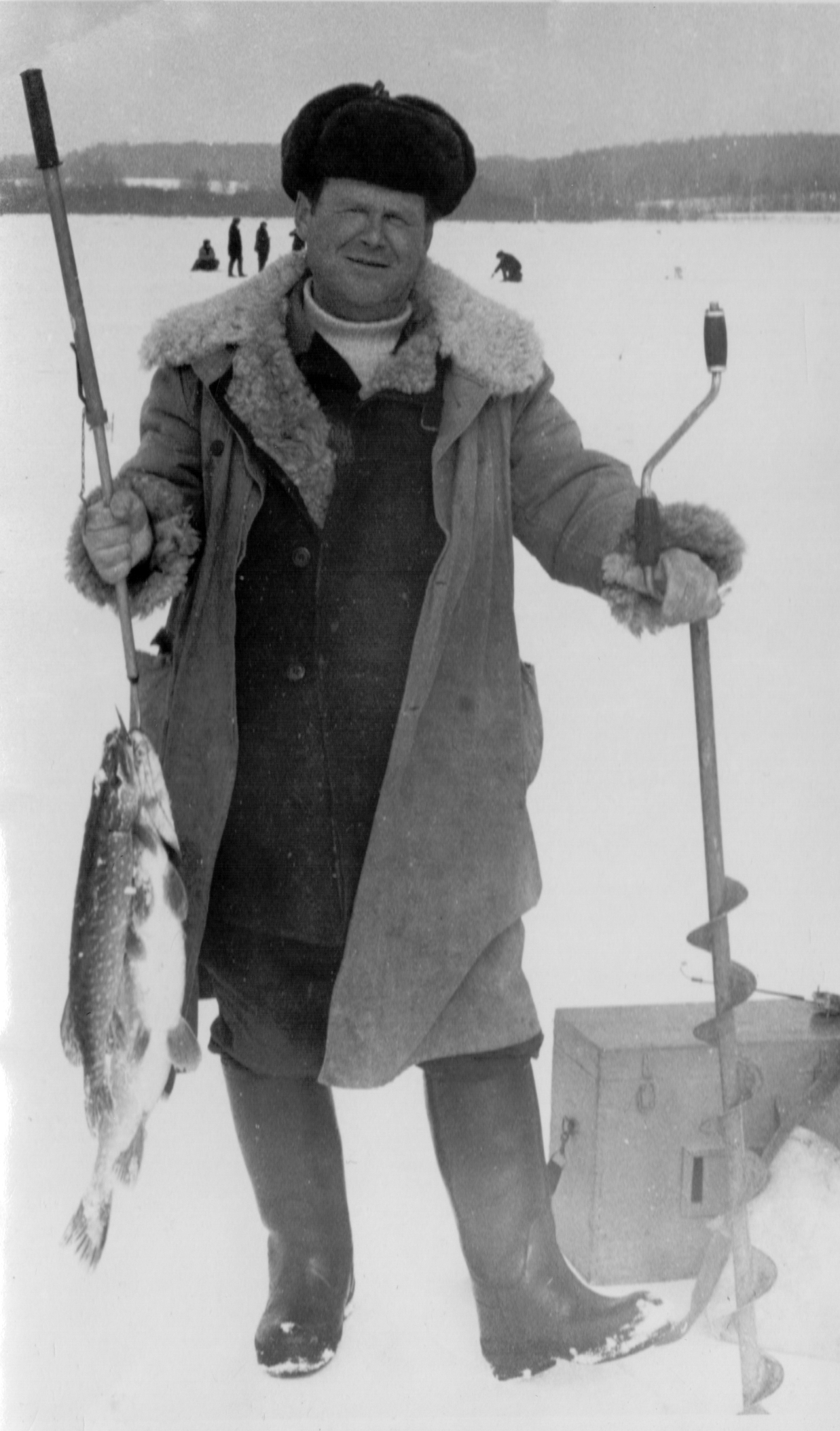
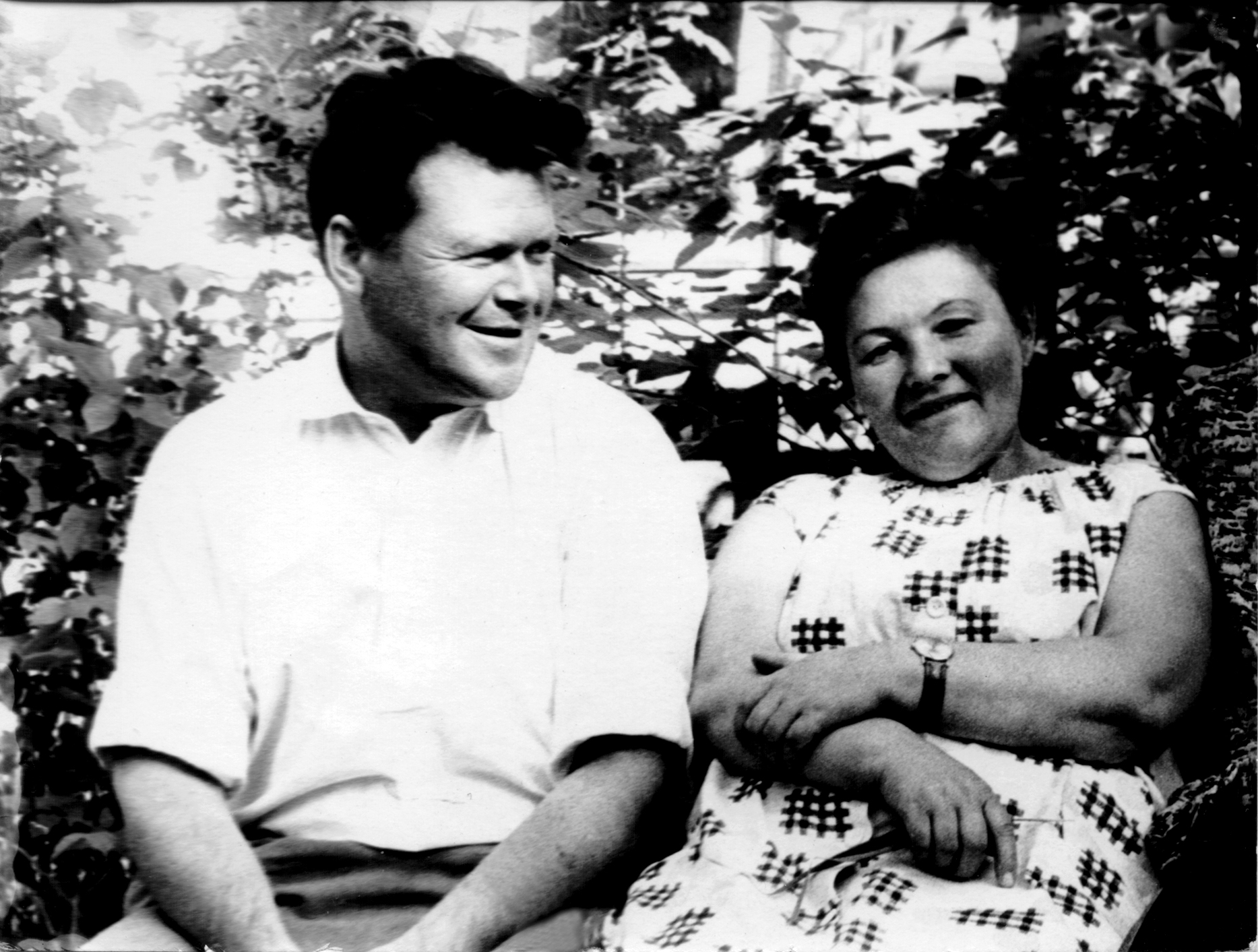